# Aghione
Aghione är en kommun i departementet Haute-Corse på ön Korsika i Frankrike. Kommunen ligger i kantonen Vezzani som tillhör arrondissementet Corte. År 2022 hade Aghione 246 invånare.

## Befolkningsutveckling
Antalet invånare i kommunen Aghione
Referens:INSEE